# خانه عکاف شریف
خانه عکاف شریف مربوط به دوره قاجار است و در اصفهان، محله دارالبطیخ، خیابان ولیعصر، کوچه اژه‌ای‌ها، پلاک ۱۸ واقع شده و این اثر در تاریخ ۱۰ مهر ۱۳۸۰ با شمارهٔ ثبت ۳۹۵۶ به‌عنوان یکی از آثار ملی ایران به ثبت رسیده‌است.